# Андрашева вила
Андрашева вила је зграда у Зворнику.

## Историја
Изграђена је у доба Аустроугарске по пројекту словеначког столара и грађевинског предузетника Андрија Скибара Андраша. Саградио га је за своје потребе и у њему живео са својом женом. Изградња је завршена 1913. По Андрашу носи име вила у Фетињи, односно Канаре. У своје вријеме била је то најљепша зграда у Зворнику. Својим изгледом, љепотом и локацијом доминирао је градом и привлачио пажњу. Власник је словио као достојанствен господин бечких манира и елеганције. Стара болница, кућа Беле Фишера и Андрашева вила били су незванични симболи Зворника. Андраш и његова жена нису имали дјеце и умрли су педесетих година прошлог века. Пошто није имала закупца, нити се ико старао о згради, пропадала је. Када се кров урушио, киша је немилосрдно изједала унутрашњост. Тада су људи однели све из њега како су стигли, а од зграде је остала само граната. Данас је зграда олупина у коју се баца смеће и ругло је града.

## Особине
Словенац Скибар га је изградио у алпском стилу, као у свом родном крају. Саграђена је на каменој падини. Темељи на источној фасади су дубоки шест метара. Накнадно је постављен на терен, због чега сваки спрат има улаз са улице. У ентеријеру се налазе занимљиви детаљи столарске и браварске занате. Вила је имала добар поглед према центру Зворника. Данас је вила потпуно у девастираном стању. Имовинско-правни односи нису решени, што отежава предузимање било каквих мјера рестаурације, јер није могуће доћи до оних који су га купили након смрти првог власника, живјели у њему и имали станове.